# 華沙省 (1919-1939)
華沙省 （województwo warszawskie）是波蘭第二共和國時期的一個省。1938年時面積31,656平方公里，1931年人口2,460,900人。首府華沙並不受省的管轄。
1939年時下分22縣、53市鎮、293村。